# C. S. Peets Manufacturing Company
C. S. Peets Manufacturing Company war ein US-amerikanischer Hersteller von Automobilen.

## Unternehmensgeschichte
C. S. Peets gründete 1908 das Unternehmen in New York City. Er begann mit der Produktion von Automobilen. Der Markenname lautete PMC. Im gleichen Jahr endete die Produktion.

## Fahrzeuge
Das einzige Modell war ein Highwheeler. Mit den großen Rädern mit 38 Zoll Durchmesser und den Vollgummireifen waren die Fahrzeuge gut für ländliches Gebiet geeignet. Für die gepflasterten Straßen von New York City waren die Wagen nicht konzipiert. Demzufolge gab es nur einige Käufer aus dem Hinterland.
Der Zweizylindermotor hatte 104,775 mm Bohrung, 95,25 mm Hub und 1642 cm³ Hubraum. Er war luftgekühlt und leistete 12 PS. Er trieb über ein Planetengetriebe und eine Kette die Hinterachse an. Das Fahrgestell hatte 178 cm Radstand. Der offene Aufbau bot Platz für zwei Personen. Die Fahrzeuge hatten ein Lenkrad und Rechtslenkung. Der Neupreis betrug 550 US-Dollar.